# 小泉今日子のオールナイトニッポン
小泉今日子のオールナイトニッポン（こいずみきょうこのオールナイトニッポン）は、ニッポン放送制作の深夜放送、オールナイトニッポンで放送されていたラジオ番組。

## 放送時間
- 1986年4月 - 1988年9月28日　水曜1部 深夜25:00 - 27:00

## 概要
- 小泉今日子はこの直前の1986年3月までは同じニッポン放送で『小泉今日子 おきょんな夜だから』（1985年10月から、毎週土曜日21:00～21:30）という番組のパーソナリティであり、これに引き続いてパーソナリティを務めることになった。
- テーマ曲のBITTERSWEET SAMBAは、番組独自のリミックス版が使用されていた。
- はがきは週に約2000通が届いていた。その送り主の男女比は半々だったという[1]。はがきの採用者には、その時々の宣材グッズなどが贈られていた[1]。
- トークは影響力が強く、例えば番組中で一押しの本を紹介すると、書店に特設コーナーが出来たほどだったという[2]。
- 芳本美代子や網浜直子など当時のアイドルも準レギュラーの扱いでほぼ毎週出演入れ替わりで出演していた[3]。
- 小泉は話しに詰まると「そーゆーわけです」という言葉をよく発していた[1]。
- 1987年4月頃から「ペンネーム・ノー」キャンペーンを実施していた。この間は、リスナーの名前を「○○県の○○○」といったように名字で紹介するようにしていた[4]。
- 1988年2月3日の放送は、キョンキョンがロンドンへ行ったため、代わりにオールナイトニッポン金曜1部をやっていた鴻上尚史が担当した。
- 『That'sおフロ』コーナーにて『お風呂屋さんは好きだけど、いつも富士山の絵ばかりじゃつまらない』という内容のトークをしたことから、『銭湯の壁画をキョンキョン自筆の絵にしよう』という企画が立ち上がり、公募の結果東京都渋谷区内の銭湯が選ばれ、1987年5月20日に壁画の除幕式と、その銭湯から芳本美代子、網浜直子、TOPSをゲストに迎えて生放送を行った。その絵は、ピンクのぞうさんである[5][6]。その後、2008年2月24日放送俺たちのオールナイトニッポン40時間スペシャル20:00-22:00『小泉今日子のオールナイトニッポン 』内でその銭湯の主人の息子が電話出演し、銭湯が廃業して壁画は無くなったが、小泉が描いた原画は大切に保存していると伝えられた。
- 2007年3月26日に1夜限りの復活をした。
- 2008年2月24日にオールナイトニッポン放送40周年記念で復活。
- 2012年2月24日に「小泉今日子のオールナイトニッポンGOLD～"最後から二番目の恋"かなり大人の女子会SP～」で復活。飯島直子、米倉涼子、マツコ・デラックスをゲストに迎えた。
- 2017年5月12日に「小泉今日子のオールナイトニッポンGOLD」で復活[7]。
- 2023年2月16日に「小泉今日子のオールナイトニッポンPremium」で復活[8]。
- 前回放送が好評だったため、2023年4月17日に「小泉今日子のオールナイトニッポンPremium」を50分拡大して実施[9]。
- 2023年12月11日に、「小泉今日子のオールナイトニッポンPremium」第3弾を過去最長3時間50分の生放送特番として放送。ゲストに伊藤蘭さん、浅田美代子さん、石野真子さんを招いて、70年代アイドルソング特集を実施[10]。
- 2025年6月9日に、「小泉今日子のオールナイトニッポンPremium」第4弾を放送予定。小泉自身の選曲によるシティポップの名曲をオンエア[11]。

## 主なコーナー
- こりないガキッ
- わかりっこない
- 曲名当てクイズ
- いいことあった
- That'sおフロ
- 童話を読むコーナー
- スクールフェスタ'88 きょうこちゃんまつり
小泉が1988年の秋に学園祭に出演するという企画で、出演する学校は番組に寄せられた企画書の内容によって決められた[12]（本番組は学園祭シーズンを迎える前の同年10月改編で終了した）。
- ファミ・バカコーナー
ゲーム雑誌のファミコン通信（現ファミ通）とのコラボ企画で、毎週スタジオ内におか持ち仕様のファミコンとモニターをセットで持ち込み、当時の新作ファミコンソフトを2本取り上げて紹介し、小泉の感想などを織り交ぜながらトークするというコーナー。ファミコン通信側からは編集者の田中パンチ（加川良）と、当時ライター活動をしていた後にポケットモンスターを制作する田尻智の2人がナビゲーターとしてレギュラー出演していた。
本番組でのコーナー自体の放送期間は1986年4月から1987年3月までであり、以降は土曜日枠に変更され「ファミコンニューウェーブ」とタイトルを変更し1988年3月まで放送された。